# 庞各庄乡
庞各庄乡，是中华人民共和国河北省唐山市乐亭县下辖的一个乡镇级行政单位。

## 行政区划
庞各庄乡下辖以下地区：
苑庄子村、陈庄村、王庄村、西新庄村、庞东村、庞西村、杜二村、杜三村、迎好村、王庄子村、青坨村、阚庄村、流世佛村、任田村、阚田村、阴田村、琵琶河村、小坨村、茨于坨村、马各庄村、严坨村和杜林一村。